# Messie
Pour les articles homonymes, voir Messie (homonymie).

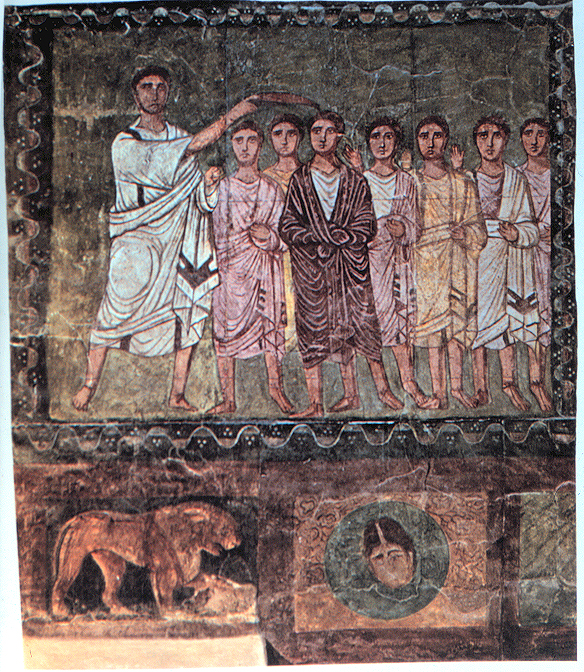
L'onction de David par Samuel, fresque sur bois, synagogue de Doura Europos, IIe siècle

Le Messie (de l'hébreu: מָשִׁיחַ - mashia'h, araméen meshi'ha משיחא, grec χριστός / khristós, arabe masih المسيح) désignait initialement, dans le judaïsme, l'Oint, c'est-à-dire la personne consacrée par le rite de l'onction, réalisée par un prophète de Dieu. Dans la Bible, les rois Saül puis David sont oints par Samuel. Ce rite est à l'origine de ceux du saint chrême et de la sainte ampoule du sacre des rois de France dans le christianisme.
Jésus de Nazareth est considéré par le christianisme comme le Messie et le Fils de Dieu, tandis que pour l'islam, Jésus est un prophète et messager parmi les cinq plus grands — Ouli al 'Azm. Chrétiens et musulmans croient en un retour de Jésus (parousie) sur terre avant la fin du monde. Dans le judaïsme, qui ne reconnaît pas Jésus comme le Messie, de nombreux prétendants à la messianité sont apparus au cours des siècles, dont le plus connu, Sabbataï Tsevi, s'est déclaré en 1648 au plus fort des massacres perpétrés par les Cosaques, des persécutions de l'Inquisition et de l'attente messianique des Juifs. 
L'attente messianique dessine une tension entre un « déjà là » (réalité empirique) et un « pas encore » (horizon d'espoir). Comme le fait observer l'historien Sébastien Fath, « le messianisme désigne précisément cette tension utopique, qui conteste le statu quo présent au nom d’une espérance en l’avènement d’un messie, d’un roi, d’un libérateur ».

## Judaïsme

### Étymologie
Mashia'h (משיח) provient de la racine hébraïque משח, signifiant « onction d'un homme dans de l'huile d'olive », selon la coutume juive. La première occurrence d'onction dans le texte se trouve dans le Livre de l'Exode (chapitre 29) lors de l'intronisation des prêtres : « Tu prendras l'huile d'onction, tu en répandras sur sa tête, et tu l'oindras. » Ex 29:7.

### Présentation générale
Les prophéties bibliques indiquent qu’un homme issu de la lignée du roi David, descendant d'Yshaï (Jessé), un sauveur, amènera à la fin des temps une ère de paix et de félicité éternelle dont bénéficieront la nation israélite et le monde entier qui s'élèvera avec ses croyants.
Des prophètes en parlèrent pendant la captivité de Babylone, faisant référence à un roi qui restaurerait le royaume et libérerait la terre d'Israël.
Après l'exil à Babylone, Esdras, grand prêtre de Jérusalem, fut chargé de restaurer le Temple (et le judaïsme lui-même), tandis que Zorobabel, de descendance davidique, était désigné gouverneur de la province de Yehoud (soit celle de Juda dite aussi Judée).
Cependant, le but des Perses n'étant pas de restaurer l'indépendance de cette province mais seulement de restaurer ses coutumes afin de la rendre plus loyale envers ses maîtres ; Zorobabel fut promptement rappelé à Babylone, et l'attente messianique porta pour certains sur un personnage sacerdotal.

### Un messianisme diversifié à l'orée du premier siècle
Le messianisme à l'époque de Jésus était devenu multiple et complexe. Il y avait d'abord le messianisme hébreu qui attendait, suivant les cas, un roi davidique parfait, un prophète qui serait un nouveau Moïse, un sage, un prêtre, un roi prêtre, ou enfin un mystérieux sauveur souffrant. Mais il y avait aussi un messianisme samaritain qui attendait deux messies, l'un étant fils de David, et l'autre fils d'Ephraïm. Il y avait enfin un messianisme spécifique essénien.
Au Ier siècle, estimant que les Romains représentaient ce qu'il y avait de pire, les Israélites interprétèrent les prophéties du Tanakh (Torah, psaumes et prophètes) comme se référant à une personne désignée par Dieu afin de conduire les Juifs à reconquérir leur indépendance. La Judée était alors tout aussi troublée politiquement que religieusement : différentes « sectes » (dont les plus importantes furent les Sadducéens, les Pharisiens et les Esséniens, celles de la « 4e philosophie » (Galiléens, Zélotes, Sicaires)) se disputaient tant le pouvoir que la suprématie religieuse, les deux n'étant pas sans lien.

### Dans le Tanakh (Bible hébraïque)

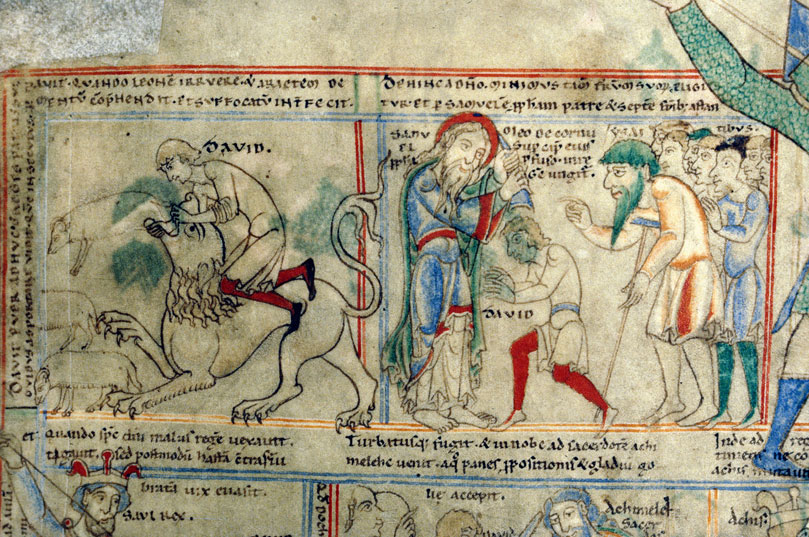
Onction de David par Samuel, Bible d'Étienne Harding,.

Le concept de Messie n'est ni commun, ni unifié dans le Tanakh. Les prêtres israélites, les prophètes, et les rois furent désignés dans leur office par onction au moyen d'huile d'onction sainte.
Le Tanakh contient un certain nombre (ce nombre est sujet à controverse) de prophéties concernant un futur descendant du Roi David, notamment dans Isaïe XI:1-16 et LXV:25, qui sera oint comme dirigeant du peuple juif, et désigné de ce fait sous le nom de Melekh hamashia'h (le Roi-messie) ou simplement Mashia'h' (Messie).
Les prophéties concernant cette personne se réfèrent à lui comme au descendant du roi David qui reconstruira la nation d'Israël en rassemblant ses exilés, apportera la paix et la félicité dans le monde et/par la restauration du Royaume davidique, détruira les méchants, pour finalement juger le monde qui le suivra dans son entier.
Selon Neil Asher Silberman, dans la plupart des livres de la Bible, machiah signifie « chef puissant investi d'une mission divine ». Il possède ce sens pour des personnages comme Saül, David, Salomon et même Cyrus le Grand. Avec la destruction de la monarchie judéenne par les Babyloniens (586 AEC), le peuple juif commença à attendre un temps auquel un roi de droit divin comme David, ou un de ses descendants, « se dresserait pour écraser tous les ennemis d'Israël » et restaurer son indépendance, et irait même jusqu'à « instaurer le règne de Dieu sur terre »,.
La compréhension généralement admise du Mashia'h par les Juifs a peu, sinon rien, à voir avec la compréhension chrétienne de Jésus de Nazareth. En revanche, elle est assez proche de celle qui ressort de la lecture des évangiles synoptiques et des apocryphes judéo-chrétiens. Le sujet est abordé plus avant dans l'article sur l'eschatologie juive.
Ainsi, s'appuyant notamment sur le chapitre 13 du Deutéronome, les Juifs ne reconnaissent pas Jésus comme le messie, qui ne répond pas aux prophéties - ni les autres prétendants juifs à la messianité qui l'ont précédé ou suivi.

### Quelques prophéties du Tanakh
- « ... alors l'Éternel, ton Dieu, ramènera tes exilés et aura compassion de toi, il te rassemblera encore du milieu de tous les peuples... Quand tu serais exilé à l'autre extrémité du ciel… c'est là qu'Il t'ira chercher. » (Deutéronome 30:3-5)
- « Lorsque l'Éternel, ton Dieu, aura élargi tes frontières comme il l'a juré à tes ancêtres, pourvu que tu observes et mettes en pratique tous ces commandements que je te prescris aujourd'hui,... tu ajouteras encore trois villes à ces trois-là... » (Deutéronome 19:8-9)
- « Il se rend maître d'Édom... » (II Samuel 8:6)
- « Un rameau sortira de la souche de Jessé, père de David... Sur lui reposera l’esprit du Seigneur : esprit de sagesse et de discernement, esprit de conseil et de force, esprit de connaissance et de crainte de l'Eternel... Il jugera les petits avec justice ; avec droiture, il se prononcera en faveur des humbles du pays. Du bâton de sa parole, il frappera le pays ; du souffle de ses lèvres, il fera mourir le méchant... Le loup habitera avec l’agneau, le léopard se couchera près du chevreau, le veau et le lionceau seront nourris ensemble... La vache et l’ourse auront même pâture, leurs petits auront même gîte. Le lion, comme le bœuf, mangera du fourrage. Le nourrisson s’amusera sur le nid du cobra ; sur le trou de la vipère, l’enfant étendra la main. Il n’y aura plus de mal ni de corruption sur toute ma montagne sainte... Ce jour-là, la racine de Jessé, père de David, sera dressée comme un étendard pour les peuples, les nations la chercheront, et la gloire sera sa demeure... le Seigneur étendra la main pour reprendre le reste de son peuple... Il lèvera un étendard pour les nations ; il rassemblera les exilés d’Israël ; il réunira les dispersés de Juda des quatre coins de la terre... » (Isaïe 11:1-12)
- « Je rassemblerai toutes les nations, Et je les ferai descendre dans la vallée de Josaphat ; Là, j'entrerai en jugement avec elles, Au sujet de mon peuple, d'Israël, mon héritage, qu'elles ont dispersé parmi les nations, Et au sujet de mon pays qu'elles se sont partagé... » (Joël 2:3)
- « Depuis le moment où la parole a annoncé que Jérusalem sera rebâtie jusqu'à l'avènement d'un Oint, un Conducteur, il y aura sept semaines ; en soixante-deux semaines, les places et les fossés seront rétablis, mais ce sera en des temps de détresse » (Daniel 9:25)
- « Des libérateurs monteront sur la montagne de Sion, Pour juger la montagne d'Ésaü ; Et à l'Éternel appartiendra le règne » (Abdias 1:21)
- « Alors je donnerai aux peuples des lèvres pures, afin qu'ils invoquent tous le nom de l'Eternel, pour le servir d'un commun accord... » (Sophonie 3:9)
- « Et il dominera d'une mer à l'autre... » (Zacharie 9:10)

### Judaïsme traditionnel et judaïsme contemporain
Les opinions au sujet du messie varient entre le judaïsme orthodoxe et traditionnel, et le judaïsme réformé contemporain.
Les idées contenues dans la littérature talmudique font état de deux messies : le Messie fils de Joseph (Massiah' ben Yossef) et le Messie fils de David (Massiah' ben David). En hébreu, ben désigne généralement le fils, mais il peut s'appliquer à toute la descendance patrilinéaire, comme l'arabe ibn. Comme le Messie fils de David serait issu de Juda, cela reproduirait l'exemple de Caleb, descendant de la tribu de Juda, et Josué, descendant de celle d'Éphraïm fils de Joseph.
Ben et Av peuvent aussi avoir un sens allégorique : « à la manière de ». Par exemple, c'est en ce sens que Jubal est désigné comme « père des musiciens », alors que l'humanité caïnite périt dans le Déluge[pas clair]. Il y aurait donc un « messie souffrant », à la manière de Joseph et un « messie conquérant » à la manière de David.
Une autre interprétation rabbinique assez commune est que chaque génération voit se lever un « messie potentiel ». Cette interprétation est illustrée dans Sanh. 98a :

« Rabbi Yehoshoua ben Levi (en), se promenant, rencontra adossé à l'entrée d'une caverne, le prophète Élie, à l'endroit où était enterré Rabbi Shimon Bar Yochaï.
Il lui demanda : Ai-je une part dans le monde à venir ?
Il (Élie) répondit : Si le Maître le veut.
[...] Il lui demanda ensuite : Quand viendra le Messie?
Il répondit : Va et demande-lui.
- Où le trouverai-je ?, s'enquit le Rabbi.
- A la porte de Rome
- Et comment vais-je le reconnaître ?
- Il est assis avec les pauvres affectés de toutes sortes de maladies. Tous défont et refont leurs pansements en seule fois, mais lui, il fait et refait ses pansements, les uns après les autres, en disant ceci : 'Lorsque je devrai amener la Délivrance, il ne faut pas que je sois retardé à refaire tous mes pansements !' 
Il (Rabbi Yehoshoua ben Levi) alla donc, et le salua : Que la paix soit sur toi, mon maître et professeur
- Que la paix soit sur toi, fils de Levi (Ben Levi)
- Quand viendras-tu, Maître ?
- Aujourd'hui
À son retour auprès d'Élie, Élie s'enquit : Que t'a-t-il dit ?
- Paix sur toi, fils de Levi.
- Par cela, il t'a assuré, ainsi qu'à ton père, une portion du monde à venir.
- Il ne m'a pas parlé vrai : il a dit qu'il viendrait aujourd'hui, mais il ne l'a pas fait !
Il (Élie) lui répondit : C'est ce qu'il t'a dit : aujourd'hui, si vous entendez Sa voix. »

— (Psaumes 95:7)
Si le judaïsme orthodoxe et le judaïsme traditionaliste croient en un Messie « physique » à venir pour apporter la paix et la santé dans le monde, le judaïsme réformé enseigne qu'il y aura une ère de paix et de félicité, et donc des temps messianiques, mais pas de messie : la paix viendra comme résultat du Tikkoun Olam (« réparation du monde ») réalisé par un effort collectif vers la justice sociale et non les actions d'un seul homme.

« Choice is the underlying reason the Reform Movement gave up the need for and belief in a messiah who would one day bring judgment, and perhaps salvation, to the world. The fact that God imbues us with free choice mitigates the need for a messianic figure.  »

— (Schwartzman, 2004)

« La faculté de choisir est la raison sous-tendant l'abandon par le Mouvement Réformé de la nécessité et la croyance en un Messie qui apporterait un jour le jugement. Le fait que Dieu nous ait imbués du libre arbitre limite la nécessité d'une figure messianique. »

## Christianisme

### L'annonce d'un messie
La venue d’un messie ou « oint », celui qui reçoit l’onction, qui est choisi par Dieu, est annoncée de nombreuses fois dans l'Ancien Testament. Les chrétiens l'ont reconnu en la personne de Jésus ; le Christ (le mot Christ (gr. χριστός / khristós, « l'oint ») est une traduction littérale de l'hébreu mashia'h. La plupart des occurrences portent Christos pour « Messie ». Μεσσίας / messías n'apparaît que deux fois dans le Nouveau Testament : dans l'Évangile selon Jean 1:41 et 4:25. Jésus n'a reçu aucune onction d'huile matérielle le consacrant.
Jésus ne s'est jamais donné directement le titre de messie. Il interdit aux démons de dévoiler qu'il est le messie (Luc 4, 41). Il se laisse appeler fils de David, Il accepte la confession de Pierre (Matthieu 16, 17), mais ordonne à cette occasion aux apôtres de ne pas dire qu'il est le Messie (Matthieu 16, 20). Confronté à deux reprises à son identification comme Messie (Marc 8, 29-30 et Marc 14, 61-62), Jésus ne le nie pas. Enfin lors de son procès au terme duquel il sera crucifié, il l'interprète comme étant le fils de l'homme destiné à siéger à la droite de Dieu.
Bien que de son vivant, Jésus ait interdit à ses disciples de dire à quiconque qu'il est le Messie, le christianisme relie certaines prophéties de la Torah à Jésus-Christ, à travers Ésaïe 53:5, il est mentionné ses blessures pour les transgressions humaines et la guérison par ses meurtrissures, correspondant à la crucifixion de Jésus Évangiles, concernant sa naissance à Bethléem et sa lignée davidique, l'attributions de certains miracles, son arrivée à Jérusalem, sa crucifixion, sa résurrection  ou encore son retour à la fin des temps.

### Perception chrétienne de Jésus en tant que messie
La présentation chrétienne de Jésus en tant que messie ne saurait être comprise comme le simple accomplissement de la notion originelle de Messie. En fait, elle constitue un développement original du messianisme hébraïque qu'elle dépasse.  Jésus a lui-même attiré l'attention sur le Psaume 110, attribué au roi David inconnu de ses contemporains[à vérifier] et qui sera le texte de l'Ancien Testament le plus cité par le Nouveau Testament. Ce Messie est à la fois roi davidique et Grand-Prêtre. Jésus interroge son entourage sur le début du psaume qui laisse à penser que le Messie ne pourrait pas être le descendant de David, ce que les disciples ont mis en relation avec un verset suivant du psaume où il est dit par Dieu au Messie, "Avant l'aube je t'ai engendré". Les disciples ont alors mis ce passage en lien avec un verset du psaume 2 où Dieu dit " Tu es mon fils, aujourd'hui, je t'ai engendré". Enfin les disciples ont lié un autre verset du psaume 110, où Dieu dit au Messie " Tu es Grand Prêtre selon l'ordre de Melchisédech", ce qui conduira à considérer Jésus le Messie comme étant le grand-prêtre de la Nouvelle Alliance qui dans son sacrifice sanglant de la croix, lors de sa Passion a accompli définitivement la Rédemption des péchés, ce que tendait à réaliser chaque année le Grand Prêtre d'Israël, lors de la fête du Yom Kippour avec ses sacrifices d'animaux immolés pour la rédemption de ses péchés et de ceux du peuple.

## Islam

### Le terme messie à l'époque arabe préislamique
Le terme « Messie », d'origine juive, était répandu en Arabie à l'époque préislamique, soit par l'intermédiaire du syriaque, soit pour l'orientaliste J. Horovitz, par l'intermédiaire de l'éthiopien. À l'époque du roi de Himyar Abraha, la seconde personne de la Trinité est ainsi toujours appelée le « Messie », illustrant le fait que ce roi devait prendre en compte l'importance du judaïsme dans les élites de son époque. Pour Wensinck et Bosworth, Mahomet « a naturellement pris ce mot aux chrétiens arabes chez qui le nom de ʿAbd al-Masīḥ était connu à l’époque préislamique, mais il est douteux qu’il ait connu le vrai sens du terme ».

### Jésus envoyé de Dieu et messie
Ce terme apparaît à 11 reprises dans le texte coranique dans lequel il désigne exclusivement Jésus (Īsā).
Les lexicographes arabes ont tenté de trouver une étymologie arabe à ce terme dans le but de l'éloigner de son sens chrétien. Ce terme arabe, ainsi associé à la racine m.s.h, qui signifie « frotter d'huile » pourrait évoquer, pour Tabari, le fait qu'il ait été purifié de ses fautes ou qu'il ait été couvert de bénédictions. Pour Rippin, ces sens sont des « tentatives assez évidentes pour isoler un sens approprié avec peu de fondements linguistiques et principalement dérivé de l'exégèse ». Certains commentateurs associent ce terme à la capacité de Jésus de soigner par une onction. Si le sens premier de « oint » est connu des commentateurs, d'autres l'associent au schème « voyager », faisant d'ʿĪsā un grand voyageur.  

### Mahomet en tant que messie selon certaines interprétations
À l'inverse, selon différentes textes traditionnels, c'est le personnage de Mahomet qui acquiert une dimension messianique. Cela apparaît, entre autres, dans le fait que Mahomet soit reconnu comme l'unique intercesseur[réf. nécessaire].